# Элементы отклика
 Элементы отклика  (англ. Response elements)— короткие последовательности ДНК в пределах промоторной области гена, способные связывать конкретные факторы транскрипции и регулирующие, таким образом, генную транскрипцию .
В условиях стресса, белок активатора транскрипции связывается с элементом отклика и стимулирует транскрипцию. Если же последовательность элемента отклика находится в контрольных областях различных генов, то эти гены будут активированы теми же стимулами, таким образом, создавая скоординированный отклик.

## Примеры
Примеры элементов отклика включают в себя:
- Элемент отклика гормона
- Элемент отклика цАМФ